# Knut Lunde
Knut Lunde, född 22 februari 1905 i Asker, död 31 maj 1960 i Arendal, var en norsk utövare i nordisk kombination som tävlade i början av 1930-talet.
Lunde deltog i ett världsmästerskap, VM 1930 i Oslo där han placerade sig på tredje plats och fullbordade därmed en norsk trippel.